# Dr. Romantic
Dr Romantic (hangeul : 낭만닥터 김사부 ; RR : Nangmandakteo Gimsabu) est une série télévisée sud-coréenne diffusée du 2016 au 2023 sur le réseau SBS TV.
La première saison a été diffusée du 7 novembre 2016 au 16 janvier 2017.
La deuxième saison a été diffusée du 6 janvier au 25 février 2020.
La troisième saison a été diffusée du 28 avril au 17 juin 2023.

## Synopsis

### Saison 1
L'histoire de Boo Yong-joo (Han Suk-kyu), un chirurgien certifié triple conseil, qui était autrefois au sommet de son domaine et travaillait dans le meilleur centre médical de Séoul, l'hôpital universitaire Geosan. Après un incident traumatisant, il disparaît et change son nom en Kim Sa-bu. Il commence à travailler dans un petit hôpital nommé Doldam, situé dans la province de Gangwon. Il guide Kang Dong-joo (Yoo Yeon-seok) et Yoon Seo-jeong (Seo Hyun-jin) pour qu'ils deviennent de grands médecins en leur apprenant à lutter contre le pouvoir et l'argent pour le bien des patients.

### Saison 2
Trois ans après les événements de la première saison, Kim Sa-bu se rend à l'hôpital universitaire de Geosan pour recruter un chirurgien général. Il retrouve Seo Woo-jin (Ahn Hyo-seop), un médecin au passé troublé qui est ostracisé par ses collègues médecins et lui propose le poste. En attendant, Cha Eun-jae (Lee Sung-kyung) est suspendu après avoir commis une autre erreur dans la salle d'opération et n'a d'autre choix que de suivre les deux médecins à l'hôpital de Doldam. Un médecin nommé Park Min-gook (Kim Joo-hun) a vu cela mais est traumatisé après avoir revu Kim Sa-bu. Ils ont tous les deux eu un accident de bus et ont vu Sa-bu risquer sa vie pour aider une femme blessée. Il est devenu le nouveau président de Doldam seulement pour qu'il soit trahi par sa propre équipe de Geosan. Ainsi, il a fini par soutenir Doldam et y est donc resté définitivement.

### Saison 3
Trois ans après les événements de la deuxième saison, le centre régional de traumatologie de l'hôpital Doldam, qui était le rêve de longue date de Kim Sa-bu, sera ouvert. Avec l'ouverture du Centre régional de traumatologie, l'ampleur des incidents et des accidents auxquels l'hôpital Doldam doit faire face a également augmenté. Les événements comprendront également le retour temporaire de Kang Dong-joo (Yoo Yeon-seok).

## Distribution

### Acteurs principaux
- Han Suk-kyu : Kim Sa-bu (Teacher Kim) / Boo Yong-joo
- Yoo Yeon-seok : Kang Dong-joo
  - Yoon Chan-young : Kang Dong-joo (jeune)
- Seo Hyun-jin : Yoon Seo-jung
  - Shin Yi-joon : Yoon Seo-jung (jeune)
- Ahn Hyo-seop : Seo Woo-jin
- Lee Sung-kyung : Cha Eun-jae
- Kim Joo-hun : Park Min-gook

### Acteurs secondaires

#### Les gens de l'hôpital de Doldam
- Kim Hong-pa : Yeo Woon-young
- Jin Kyung : Oh Myung-sim
- Im Won-hee : Jang Gi-tae
- Byun Woo-min : Nam Do-il
- Kim Min-jae : Park Eun-tak
- Seo Eun-soo : Woo Yeon-hwa
- Lee Gyu-ho : Mr. Gu
- Shin Dong-wook : Bae Moon-jeong "Dr. Bones"
- So Joo-yeon : Yoon Ah-reum
- Yoon Na-moo : Jeong In-soo
- Jung Ji-ahn : Uhm Hyun-jung
- Yoon Bo-ra : Joo Young-mi
- Kim Yong-jin : chef Lee
- Lee Shin-young : Jang Dong-hwa
- Lee Hong-nae : Lee Sun-woong
- Lee Geung-young : Cha Jin-man

#### Les gens de l'hôpital universitaire de Geosan
- Yang Se-jong : Do In-bum
- Choi Jin-ho : Do Yoon-wan
- Jang Hyuk-jin : Song Hyun-cheol
- Joo Hyun : Président Shin

#### Personnel de Park Min-gook
- Go Sang-ho : Yang Ho-joon
- Park Hyo-joo : Shim Hye-jin
- Bae Myung-jin : Heo Yeong-gyoo

### Apparitions exceptionnelles
- Joo Hyun-young : la nouvelle médecin en entretien avec le professeur Kim Sa-boo (saison 3, épisode 2)